# ミタケスゲ
ミタケスゲ Carex dolichocarpa はカヤツリグサ科スゲ属の植物の1つ。寒冷地の湿地に生え、それほど大きくならないものだが果胞が鋭く尖って長く、よく目立つ。

## 特徴

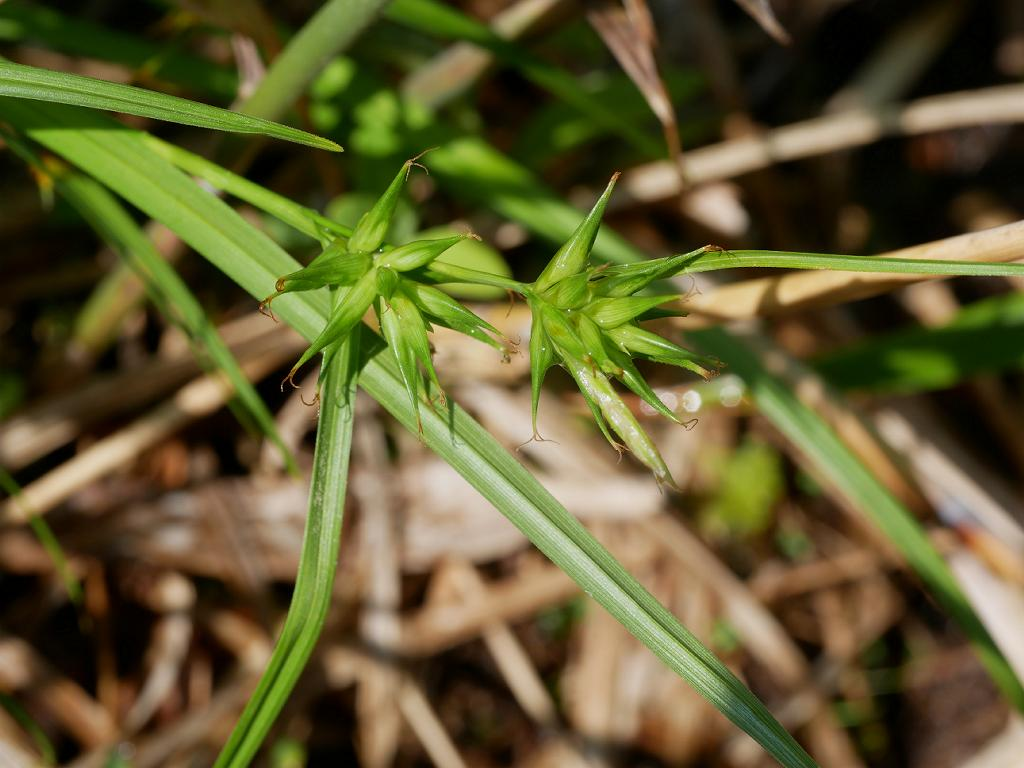
雌雄の小穂

全体に緑色の多年生草本。茎は直立し、多少ともまとまった株になる。根茎は短い。草丈は20-50cmで葉が花茎より短い。葉は葉幅が3-5mm、黄緑色をしており、わずかにざらつきがある。基部の鞘は黄褐色で、少しだけ細かい繊維状に裂ける。
花期は6-8月。花茎はほぼなめらかになっており、その中央付近より下に1-3枚の茎葉をつけている。花序は総状に3-5個の小穂をつけ、頂小穂は雄性、それ以下の側小穂は雌性で、頂生の雄小穂は次の雌小穂と密着してつくが、側小穂は下のものほど長い柄があり、互いにやや離れて着く。小穂の基部にある苞は鞘があり、葉身部は葉状に長く発達している。雄小穂は線形で長さ1-1.5cmで柄がない。雄花鱗片は淡褐色だが中肋の部分鮮やかな緑色をしており、先端は鈍く尖るか鋭く尖る。雌小穂は長さ1-1.5cmでほぼ球形、上のものはほとんど柄がないが下方のものは長い柄があり、いずれにしても直立して生じる。雌花鱗片は淡い褐色で中肋が鮮緑色、先端は鈍く、あるいは鋭く尖る。果胞は雌花鱗片より著しく長く、長さ10-13mmで成熟すると開出、つまり果胞の軸に対して立ち上がり、すると先の尖った果胞が放射状に突き出す形となる。果胞の形は披針形をしており色は黄緑色、稜間には多数の脈があり、全体に毛がなく、先端は長い嘴となってその縁には細かな鋸歯があり、口の部分には2つの歯状突起がある。また基部側ではスポンジ状の脚部がある。痩果は多少密着した形で果胞に包まれ、倒卵形で長さ2-3mmと果胞より遙かに短い。これはその分だけ花柱が長いことになる。また痩果の基部は短い柄となっている。柱頭は3本に分かれる。
和名のミタケは特定の山岳を指定するものではなく、深い山を意味する。

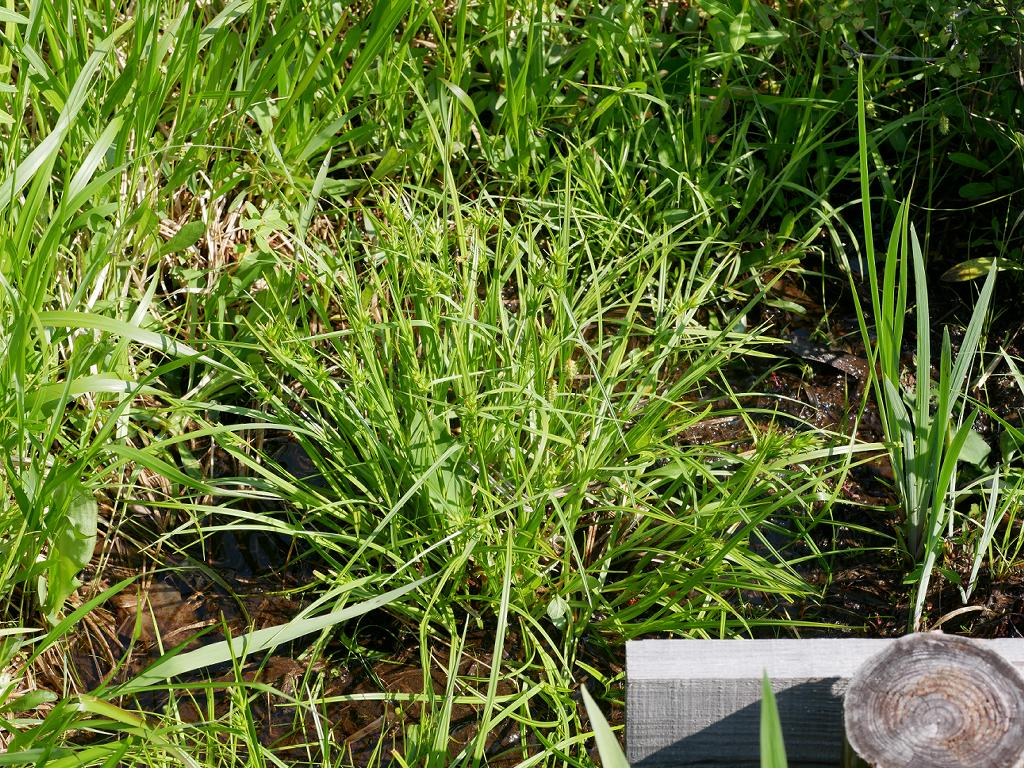
小さいがまとまった株になる
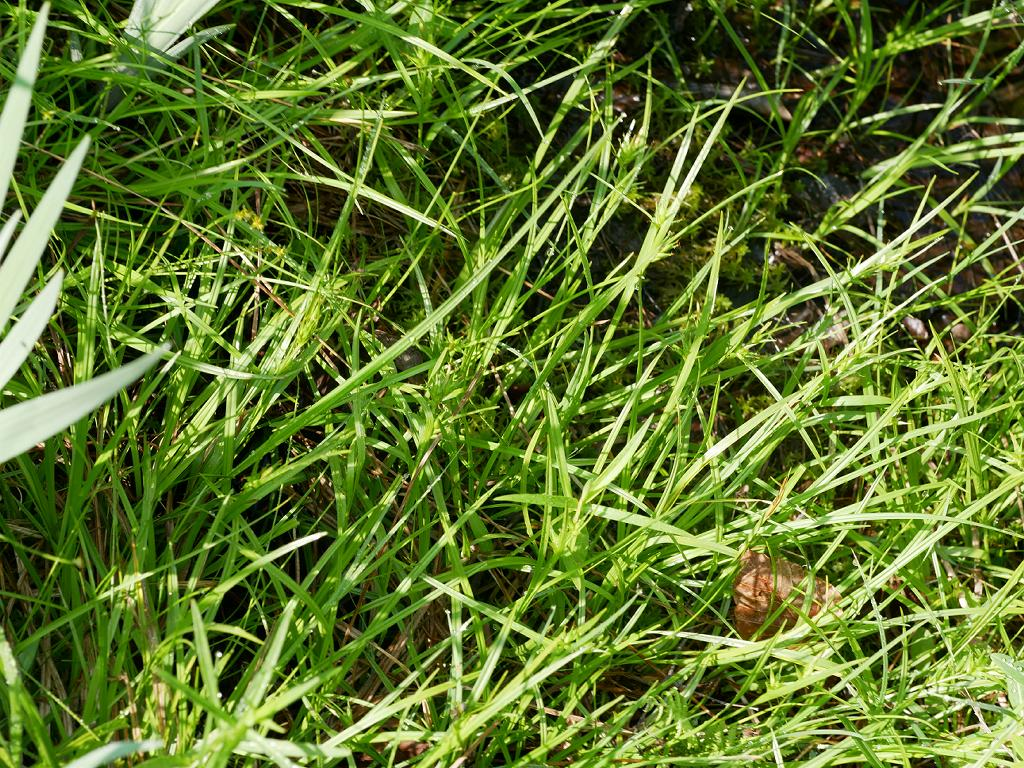
一面に繁茂する
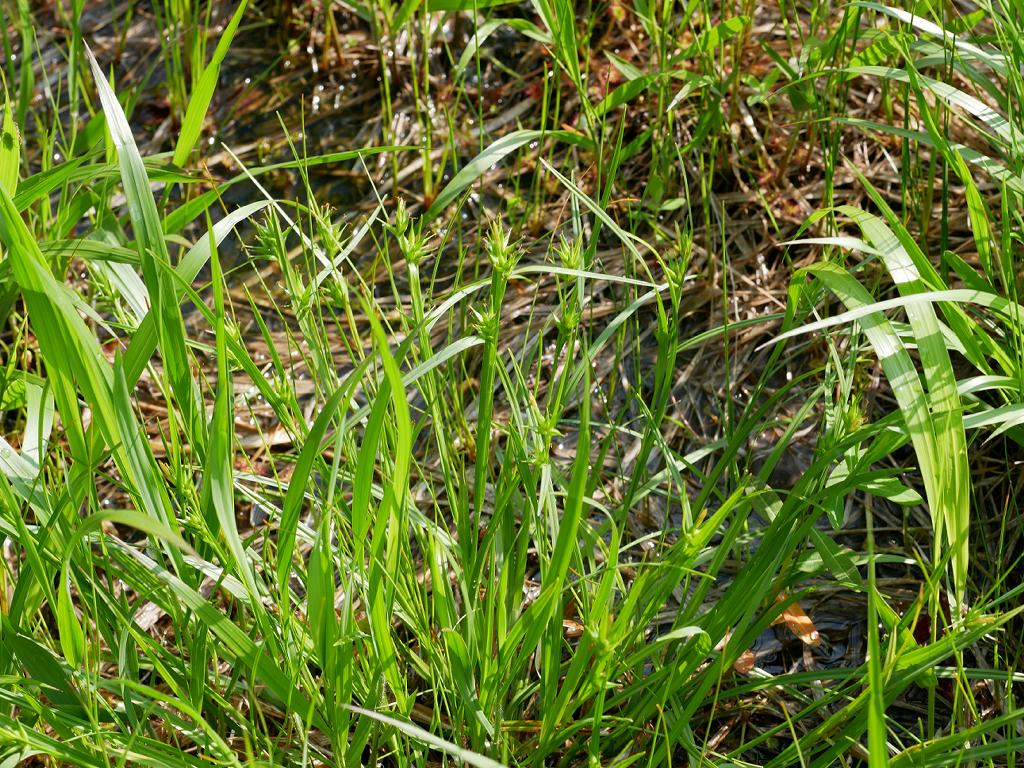
若い穂では果胞が反り返っていない

## 分布
寒冷地の湿原に生育するものとして知られ、日本では中部以北によく知られてきた。佐竹他編(1982)ではその分布は北海道と本州中部以北となっている。しかしその後に調査が進むと、より以南の地に点在的に隔離分布していることが明らかとなってきた。星野他(2011)では本州では中部地方以北とともに岡山県が、それに九州の大分県が追加されている。さらにその後に広島県、それに四国の愛媛県が産地として名が出るようになっている。岡山県、大分県ではそれぞれ生育地は1カ所のみであり、愛媛県の記録に関しては現状が不明のようである。
国外では千島とカムチャツカに分布する。

## 生育環境
寒冷地の湿地に生えるものである。ただし微妙な部分があり、星野他(2011)では『湿原の周辺』とあり、また勝山(2015)は『高層湿原、高層湿原が破壊された泥中など』としている。
たとえば北志賀高原のアワラ湿原では池塘(湿地中の窪地に雨水がたまるところ)に本種が優占する群落が成立し、あるいは中間湿原のアゼスゲが優占する群落に部分的に入り交じって出現している。九州唯一の産地である大分県の九重湿原では湿原の過湿な部分に生育が見られる。
他方で本種は湿地が攪乱された場合に出現するものとしても知られ、たとえば尾瀬では踏みつけによって湿地が乾燥荒廃する段階で本種がよく出現する。具体的には高層湿原の小窪地に成立しているヌマガヤ－イボミズゴケ群落などは種数を減らしてヌマガヤが優占する群落となり、そこに本種やミヤマイヌノハナヒゲが侵入してミタケスゲ－ミヤマイヌノハナヒゲ群落に移行する。また中間湿原のヌマガヤ－ホムロイスゲ群落は本種にヤチカワズスゲを伴うミタケスゲ－ヤチカワズスゲ群落に変化する。ミヤマイヌノハナヒゲ－ミタケスゲ群落は東北地方から北海道にかけての山地湿原において踏みつけによる荒廃によって出現する代償植生の代表的なものの1つとされている。湿原の再生のために表土や植生をはぎ取ることが行われる場合があるが、その場合も本種は比較的早くに出現し、広い面積をカバーすることが見られる。

## 分類など
頂小穂が雄性、側小穂が雌性、苞に鞘があり、果胞は披針形で大きくて熟すと反り返り、また柱頭が3本という特徴は日本では他に共通するものがなく、ミタケスゲ節 Sect. Rostrales に本種のみが含まれている。
外見的には先の尖った長い果胞が四方八方に突き出す姿が独特で、成熟した姿で見誤るような種は日本にはない。やはり寒冷地の湿原に産し、短い雌小穂につく尖った形の果胞が反り返る、というものにヤチカワズスゲがあり、上記のように本種とともに見られることもあるが、この種の果胞は長さ3.5-4mmしかなく、見間違いようがない。
ちなみに本種の果胞の長さが10-13mmというのは飛び切りに大きく、やはり果胞がよく目立つオニスゲ C. dickinsii で10mm、各部分が大柄なことからその名がついたというウマスゲ C. idzuroei で10mm、地味ながらミヤマジュズスゲ C. dissitiflora が9-11mm、小柄なカヤツリスゲ C. bohemica が7-10mmなどがある程度である。大柄なタヌキラン C. podogyna の果胞は12-14mmもあるが、これは基部の長い柄を含んだ長さとなっている。

## 保護の状況
環境省のレッドデータブックには取り上げられていないが、県別には新潟県、愛知県、福井県、岡山県、広島県、愛媛県と大分県でそれぞれ指定があり、また千葉県では絶滅種と認定されている。このうちの後半は上記のように近年に発見が相次いだ中部以南の隔離分布の生育地が指定されたものである。